# سی‌سی‌جی‌اس تریسی
سی‌سی‌جی‌اس تریسی (به انگلیسی: CCGS Tracy) یک کشتی است که طول آن ۵۵٫۳۲ متر (۱۸۱ فوت ۶ اینچ) می‌باشد. این کشتی در سال ۱۹۶۸ ساخته شد.